# Franck Kessié
Franck Yannick Kessié (Ouragahio, 19 de diciembre de 1996) es un futbolista marfileño que juega como centrocampista en el Al-Ahli Saudi F. C. de la Liga Profesional Saudí.

## Biografía
Nació en Ouragahio, Costa de Marfil, comenzando su carrera futbolística en el club de su país, el Stella d'Adjamé.

## Trayectoria
En 2015 el Stella d'Adjamé lo traspasó al Atalanta B. C. a cambio de 400 000 euros, que en la temporada 2015-16 lo cedió al A. C. Cesena.
En 2017 el Atalanta B. C. lo cedió al A. C. Milan durante dos años, para que después el club ejecutara la opción de compra del jugador, convirtiéndose en el primer marfileño en jugar para el club milanés.[cita requerida]
Abandonó el club al finalizar la temporada 2021-22 una vez expiró su contrato. En cinco años jugó más de 200 partidos en los que anotó 37 goles, el último de ellos en su último partido en el que ganaron la Serie A.
El 4 de julio de 2022 se hizo oficial su fichaje por el F. C. Barcelona para las siguientes cuatro temporadas. Fue inscrito el 12 de agosto, mismo día del comienzo del campeonato liguero.
El 7 de septiembre marcó su primer gol como azulgrana; en Liga de Campeones frente al Viktoria Plzeň. Esa misma temporada fue protagonista en los encuentros contra el Real Madrid C. F. del mes de marzo. En la ida de las semifinales de la Copa del Rey provocó el gol en propia puerta que les dio ventaja para el partido de vuelta, y en el de Liga marcó el tanto del triunfo en el tiempo de descuento que les permitía tener un margen de doce puntos con respecto a la segunda posición.
El 9 de agosto de 2023 fichó por el Al-Ahli Saudi F. C., de Arabia Saudita, a cambio de 12,5 millones de euros.

## Selección nacional
Ha jugado 75 partidos con la selección de Costa de Marfil.
Hizo su debut con la selección absoluta el 6 de septiembre de 2014, en la victoria ante la selección de Sierra Leona con un resultado de 2-1.
Entre enero y febrero de 2024 participó en la Copa Africana de Naciones 2023 que se disputó en Costa de Marfil. En la final se enfrentaron a Nigeria y marcó el tanto del empate antes que Sébastien Haller consiguiera el gol que les dio el título.

## Estadísticas

### Clubes
Actualizado al último partido disputado el 20 de agosto de 2025.
| Club                                 | Div.          | Temporada     | Liga  | Liga  | Copas nacionales | Copas nacionales | Copas internacionales | Copas internacionales | Total | Total |
| Club                                 | Div.          | Temporada     | Part. | Goles | Part.            | Goles            | Part.                 | Goles                 | Part. | Goles |
| ------------------------------------ | ------------- | ------------- | ----- | ----- | ---------------- | ---------------- | --------------------- | --------------------- | ----- | ----- |
| Stella Club d'Adjamé Costa de Marfil | 1.ª           | 2014-15       | 10    | 3     | ―                | ―                | ―                     | ―                     | 10    | 3     |
| Stella Club d'Adjamé Costa de Marfil | Total club    | Total club    | 10    | 3     | 0                | 0                | 0                     | 0                     | 10    | 3     |
| A. C. Cesena · Italia                | 2.ª           | 2015-16       | 37    | 4     | 0                | 0                | —                     | —                     | 37    | 4     |
| A. C. Cesena · Italia                | Total club    | Total club    | 37    | 4     | 0                | 0                | 0                     | 0                     | 37    | 4     |
| Atalanta B. C. · Italia              | 1.ª           | 2016-17       | 30    | 6     | 1                | 1                | —                     | —                     | 31    | 7     |
| Atalanta B. C. · Italia              | Total club    | Total club    | 30    | 6     | 1                | 1                | 0                     | 0                     | 31    | 7     |
| A. C. Milan · Italia                 | 1.ª           | 2017-18       | 37    | 5     | 5                | 0                | 12                    | 0                     | 54    | 5     |
| A. C. Milan · Italia                 | 1.ª           | 2018-19       | 34    | 7     | 5                | 0                | 3                     | 0                     | 42    | 7     |
| A. C. Milan · Italia                 | 1.ª           | 2019-20       | 35    | 4     | 3                | 0                | —                     | —                     | 38    | 4     |
| A. C. Milan · Italia                 | 1.ª           | 2020-21       | 37    | 13    | 2                | 0                | 11                    | 1                     | 50    | 14    |
| A. C. Milan · Italia                 | 1.ª           | 2021-22       | 31    | 6     | 3                | 1                | 5                     | 0                     | 39    | 7     |
| A. C. Milan · Italia                 | Total club    | Total club    | 174   | 35    | 18               | 1                | 31                    | 1                     | 223   | 37    |
| F. C. Barcelona · España             | 1.ª           | 2022-23       | 28    | 1     | 7                | 1                | 8                     | 1                     | 43    | 3     |
| F. C. Barcelona · España             | Total club    | Total club    | 28    | 1     | 7                | 1                | 8                     | 1                     | 43    | 3     |
| Al-Ahli Saudi F. C. Arabia Saudita   | 1.ª           | 2023-24       | 31    | 10    | 2                | 0                | ―                     | ―                     | 33    | 10    |
| Al-Ahli Saudi F. C. Arabia Saudita   | 1.ª           | 2024-25       | 30    | 2     | 2                | 0                | 12                    | 2                     | 44    | 4     |
| Al-Ahli Saudi F. C. Arabia Saudita   | 1.ª           | 2025-26       | 0     | 0     | 1                | 2                | 0                     | 0                     | 1     | 2     |
| Al-Ahli Saudi F. C. Arabia Saudita   | Total club    | Total club    | 61    | 12    | 5                | 2                | 12                    | 2                     | 78    | 16    |
| Total carrera                        | Total carrera | Total carrera | 340   | 61    | 31               | 5                | 51                    | 4                     | 422   | 70    |
| 1. 2.                                |               |               |       |       |                  |                  |                       |                       |       |       |

## Palmarés

### Títulos nacionales
| Título                     | Club            | País   | Año  |
| -------------------------- | --------------- | ------ | ---- |
| Serie A                    | A. C. Milan     | Italia | 2022 |
| Supercopa de España        | F. C. Barcelona | España | 2023 |
| Primera División de España | F. C. Barcelona | España | 2023 |

### Títulos internacionales
| Título                            | Equipo                       | Sede            | Año  |
| --------------------------------- | ---------------------------- | --------------- | ---- |
| Copa Africana de Naciones         | Selección de Costa de Marfil | Costa de Marfil | 2023 |
| Liga de Campeones Élite de la AFC | Al-Ahli Saudi F. C.          | Yeda            | 2025 |